# Harvey Sollberger

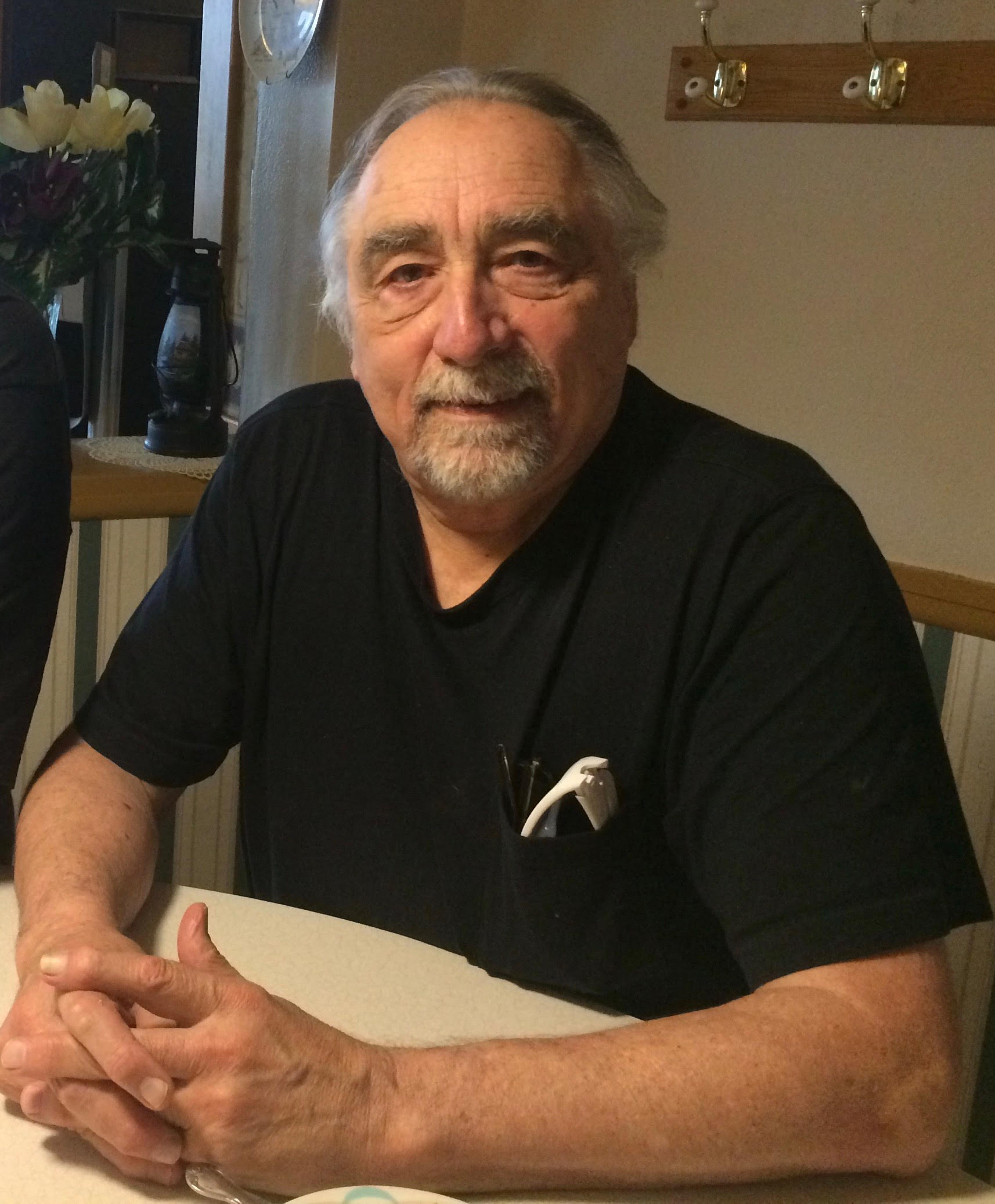
Harvey Sollberger, 2018

Harvey Sollberger (* 11. Mai 1938 in Cedar Rapids (Iowa)) ist ein US-amerikanischer Flötist, Komponist und Dirigent.

## Leben und Werk
Harvey Sollberger studierte Musik an der University of Iowa und von 1960 bis 1964 an der Columbia University in New York City. Seine Lehrer waren unter anderem die Flötisten Samuel Baron und Betty Bang Mather, in New York unterrichteten ihn Jack Beeson und Otto Luening in Komposition. In New York leitete Sollberger verschiedene Ensembles, die sich Neuer Musik widmeten, etwa die von ihm 1962 gemeinsam mit Charles Wuorinen gegründete Group for Contemporary Music, deren Leiter er 27 Jahre lang blieb. Er war Composer-in-Residence sowohl bei der American Academy in Rome als auch bei den San Francisco Contemporary Music Players. Sollberger lehrte an der Columbia University, der Manhattan School of Music, der Indiana University und zuletzt als Professor an der University of California in San Diego. Von 1997 bis 2005 dirigierte er die La Jolla Symphony. Zu seinen Schülern zählt die Komponistin Margaret Brouwer.
Für seine Kompositionen, die vielfach neue Spieltechniken einsetzen und vor allem der Flöte gelten, aber auch Orchesterwerke, Vokal- und Kammermusik umfassen, erhielt Sollberger eine Reihe von Auszeichnungen (darunter ein Preis des National Institute of Arts and Letters sowie zwei Guggenheim Fellowships). Es entstanden mehrere (LP-)Einspielungen mit Kompositionen Harvey Sollbergers bzw. ihm selbst als Interpret, u. a. für die Labels „Composers Recordings“ und „Nonesuch“.